# Schneeberg (Erzgebirge)
 For alternative betydninger, se Schneeberg. (Se også artikler, som begynder med Schneeberg)
Schneeberg (dansk:Snebjerg) er en by i Erzgebirgskreis i den tyske delstat Sachsen. Den har godt 15.000 indbyggere.

## Geografi
Schneeberg ligger ved Silberstraße i den øvre dela af Westerzgebirge, der er en del af Erzgebirge. Markant i byen ligger St. Wolfgangskirche, der kan ses fra stor afstand. Bykernen ligger på det 470 meter høje Schneeberg, som har lagt navn til byen. I de omliggende højder ligger mod øst Gleesberg (593 moh.) og mod nord Keilberg (557 moh.)

## Venskabsbyer
Schneebergs partnerbyer er:
- Herten, Tyskland
- Veresegyház, Ungarn

## Indbyggerudvikling
| - 1834 − 6.912 - 1946 − 13.602 (1) - 1950 − 32.932 (2) - 1960 − 21.561 - 1971 − 20.889 - 1981 − 21.174 - 1984 − 22.318 | - 2002 − 17.622 (3) - 2003 − 17.258 (3) - 2004 − 16.541 (3) - 2005 − 16.632 (3) - 2006 − 16.295 (3) - 2007 − 15.926 (3) - 2008 − 15.636 (3) | - 2009 - 15.552 (3) - 2010 - 15.352 |